# Apassalus
Apassalus là chi thực vật có hoa trong họ Acanthaceae.